# Смиљанићева кућа у Гроцкој
Смиљанићева кућа у Гроцкој је подигнута у другој половини 19. века као сеоска стамбена зграда. Представљала је непокретно културно добро као споменик културе. Налазила се у улици Димитрија Туцовића 17 у Гроцкој. Порушена је почетком 21. века.
Кућа је зидана је у бондручној конструкцији са испуном од ћерпича и покривена четворосливним кровом са ћерамидом. Припадале је по типу тзв. млађе моравске куће, са две просторије и архитравно обликованим тремом, који се протезао целом дужином подужне дворишне фасаде. Почетком 20. века дозидана је још једна просторија, чиме је кућа знатно продужена. 
С обзиром на изванредне пропорцијске односе (кров, тело куће, трем) и архитектонску и ликовну обраду, кућа је представљала једну од највреднијих у групи сеоских кућа у Гроцкој.